# Rolf Stegars
Rolf Hilding Stegars, född 4 oktober 1914 i Helsingfors, död där 19 januari 1997, var en finländsk konstnär och scenograf.
Stegars var anställd vid Finlands nationalteater från 1933 fram till sin pensionering 1979, från 1954 som chefsscenograf. Han utvecklades med tiden till en av landets främsta scenografer; skapade inemot 300 dekorer, inte bara för den finska nationalteatern, utan även för Finska operan, Suomen Filmiteollisuus med mera.
Stegars deltog i utställningar i både Finland och utlandet. Ljussättningen spelade en stor roll som stämningsskapande moment i hans ofta på en stiliserande förenkling byggda scenografi, som han själv hellre kallade scenarkitektur. Han utförde även mosaikarbeten och var aktiv som skribent i scenografifrågor.